# Punto focal
En la teoría de juegos, un punto focal o punto de Schelling es un equilibrio de Nash que destaca sobre los demás por razones de simetría, de optimalidad o por alguna otra característica que lo convierta en una solución del juego natural, intuitiva o relevante para los jugadores, a los cuales les hace converger en un mismo equilibrio.

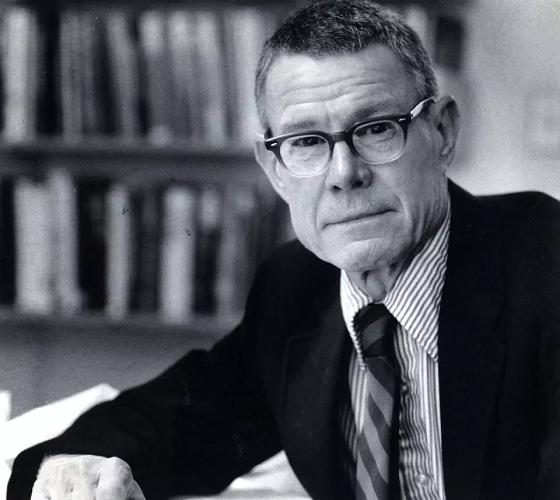

El término de punto focal fue introducido en el libro The Strategy of Conflict (1960), escrito por el economista estadounidense Thomas Schelling, ganador del premio Nobel de Economía en 2005.
En un punto focal hay uno o múltiples equilibrios y nula o escasa comunicación entre los individuos, los cuales actúan con racionalidad para maximizar su objetivo. 

## Ejemplos

### Ejemplo 1

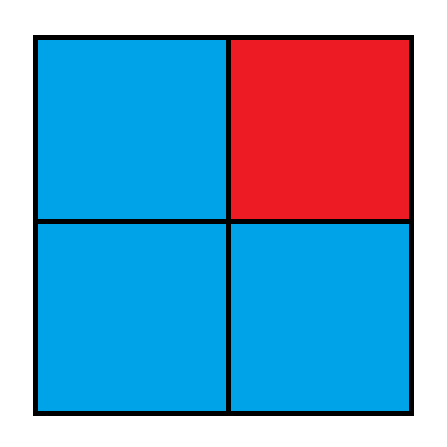

Dos personas que no pueden comunicarse entre sí deben escoger una de las 4 casillas de un panel, donde 3 de ellas son azules y la otra restante es roja. Si la selección de ambos jugadores coincide, recibirán un premio cada uno, en caso contrario, ninguno de ellos obtendrá premio. 
Suponiendo que ninguno de ellos sabe nada del otro jugador y que ambos quieren ganar el premio, la decisión más natural y coherente será seleccionar la casilla roja. Por tanto, se puede afirmar que el punto focal de este juego es la opción de elegir la casilla roja.
Cabe destacar que ninguna casilla es mejor a las demás y todas son equilibrio de Nash. Pero la casilla roja tiene una diferenciación que no posee el resto, convirtiéndola en la más sobresaliente puesto que no existe una igual. Esto provocará que con una frecuencia superior al resto sea la elegida.

### Ejemplo 2
En una ciudad hay tres cines: uno situado al centro, otro al este y otro al oeste. Dos amigos deciden ir a ver una película a las 6 de la tarde del miércoles, sin aclarar a cuál de los tres cines irán. Llegado el día acordado, por distintas causas no pueden comunicarse, pero cada uno de ellos tiene que estar a las 6 en uno de los cines. Ante este panorama, cada uno se plantea a qué cine iría el otro en su lugar. En este caso, ambos llegarán a la conclusión de ir al del centro, debido a un factor como la localización, ya que está en un lugar intermedio. Esta conclusión sería un punto focal, puesto que es una elección natural y más coherente respecto a las otras dos opciones. Como se ilustra en la matriz de pagos, el juego tiene tres equilibrios de Nash. Sin embargo, para llegar a cualquiera de ellos tienen que tomar la misma decisión.  
| Amigo 1 / Amigo 2 | Centro | Este  | Oeste |
| Centro            | 10,10  | 0,0   | 0,0   |
| Este              | 0,0    | 10,10 | 0,0   |
| Oeste             | 0,0    | 0,0   | 10,10 |

### Ejemplo 3
Uno de los ejemplos que aparece en el libro El arte de la estrategia, de Avinash K. Dixit y Barry J. Nalebuff, es el siguiente: Se trata de dos jugadores, Pedro y Pablo, con esta matriz de pagos:
| Pedro / Pablo | Ciervo | Bisonte | Conejo |
| Ciervo        | 3 , 3  | 0 , 0   | 0 , 1  |
| Bisonte       | 0 , 0  | 3 , 3   | 0 , 1  |
| Conejo        | 1 , 0  | 1 , 0   | 1 , 1  |

Los sujetos tienen que decidir qué van a cazar y cabe destacar que ambos prefieren cazar juntos (cada animal se encuentra en un hábitat diferente) y que no existe comunicación previa entre ellos. Pedro debería elegir lo mismo que cree que está eligiendo Pablo y viceversa. Nótese que hay tres equilibrios de Nash [(Ciervo,Ciervo); (Bisonte,Bisonte); (Conejo,Conejo)] y que los jugadores tienen que tomar una estrategia en común para maximizar sus utilidades. Si se asume que en las familias de los distintos individuos hay costumbre de cazar ciervos, esto conduciría a que la elección más coherente sería (Ciervo,Ciervo), convirtiéndolo en punto focal.

### Ejemplo 4
Uno de los ejemplos más conocidos del pionero Thomas C. Schelling es el siguiente:
"Imagínate que mañana tienes que encontrarte en Nueva York con una persona a quien no conoces. ¿En qué lugar y a qué hora se verían?" Se trata de un juego de coordinación, en el que cualquier lugar en el tiempo en la ciudad podría ser una solución de equilibrio (múltiples equilibrios de Nash). Schelling les pidió a un grupo de estudiantes que respondiesen a esta pregunta, y la respuesta más común fue: "a mediodía en la estación GrandCentral." No hay nada que haga que la estación Grand Central sea un lugar que proporcione una utilidad mayor (se podía cumplir con la misma facilidad a alguien en un bar o en la sala de lectura de la biblioteca pública), pero su tradición como lugar de encuentro es muy relevante, y por lo tanto hace que sea un "punto focal" natural.